# Craquelé

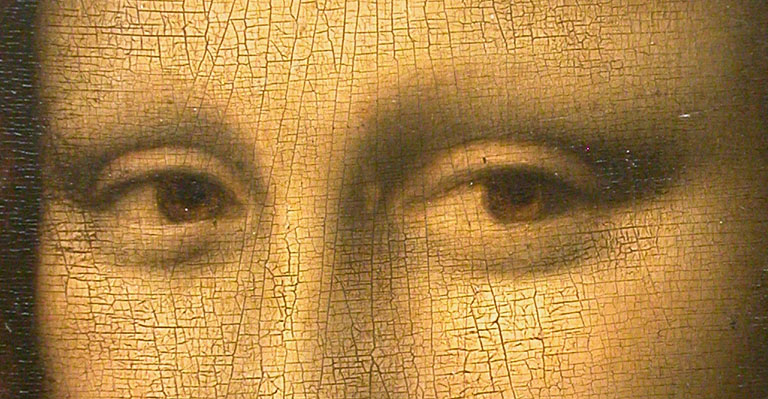
Craquelé van de verf van de Mona Lisa

Craquelé, craquelure of craqueleren duidt op het verschijnen van kleine scheurtjes in materialen. Het ontstaat als kunststof aan trek-drukcycli wordt onderworpen, maar ook in aardewerk komen de kleine scheurtjes voor.  Ook de netvormige scheuren in een wegverharding, meestal onder de wielsporen, worden craquelé genoemd. Deze worden veroorzaakt door materiaalmoeheid.

## Schilderkunst
In de schilderkunst refereert craquelure naar kleine barstjes in het schildersdoek of paneel die kunnen wijzen op ouderdomsverschijnselen. De verflagen breken los van elkaar, of zelfs van de ondergrond.
De oorzaak van craquelé bij oude schilderijen is het verschijnsel dat lagen verf en vernis in de loop der jaren de elasticiteit verliezen. De rek en krimp die optreedt in deze materialen door verschillen in temperatuur of vochtigheid leiden dan tot kleine scheurtjes of barstjes, omdat de verf niet meer kan meebewegen. Op houten panelen  kan de ondergrond barsten, waardoor er ook barsten in de verf ontstaan.
Craquelé kan ook diverse andere oorzaken hebben. Het kan veroorzaakt worden door een onjuiste verhouding tussen bindmiddel en pigment. Er zal nog sneller effect optreden als niet de juiste vet over mager techniek is toegepast, maar als juist sterk verdunde verf over een vettere, meer oliehoudende laag, is heengezet. Craquelé kan worden tegengegaan door een restaurator.
Te veel gebruik van siccatief kan ook tot craquelé lijden; dit gebeurde vaak in de 19e eeuw. Ook het vernissen voordat de verf geheel droog is kan barsten veroorzaken.
Het is mogelijk om opzettelijk craquelé aan te brengen; schilderijenvervalsers doen dat, maar het kan ook onschuldig zijn om een nieuw schilderij een oudere uitstraling te geven. De verf wordt harder gemaakt door hem een aantal malen met heet water te begieten. De craquelure kan dan met de hand erin gegrift worden. Als de nog natte verflaag ten slotte veel te vroeg in de vernis gezet wordt is resultaat verzekerd.
Op doek zijn de barstjes bij dun opgebrachte verf ook dun, maar dikkere verflagen kunnen resulteren in diepe en brede craquelures.